# SU-100M
 (août 2019).
Si vous disposez d'ouvrages ou d'articles de référence ou si vous connaissez des sites web de qualité traitant du thème abordé ici, merci de compléter l'article en donnant les références utiles à sa vérifiabilité et en les liant à la section « Notes et références ».
Cet article court présente un sujet plus développé dans : SU-100.
Le SU-100M est un chasseur de chars soviétique.

## Description
Modernisation du SU-100, il était destiné principalement à l'exportation, et utilisable dans des zones désertiques. La protection du moteur était renforcée pour le protéger du sable.
De plus, des boîtes de rangement ont été ajoutées sur les côtés de la casemate.